# Torneo preolimpico CONMEBOL 1996
Il Torneo preolimpico CONMEBOL 1996 è stata la decima edizione del torneo.

## Formula
La formula prevedeva due gironi eliminatorî, costituiti da due gironi all'italiana da cinque squadre ciascuno, e un girone finale atto a selezionare le due qualificate per il torneo di Atlanta 1996. Gli incontri si svolsero in due città, Tandil e Mar del Plata. Si assegnavano 3 punti per la vittoria, 1 per il pareggio e 0 per la sconfitta.

## Prima fase

### Gruppo A

#### Classifica
| Pos. | Squadra  | Pt | G | V | N | P | GF | GS | DR |
| ---- | -------- | -- | - | - | - | - | -- | -- | -- |
| 1.   | Brasile  | 10 | 4 | 3 | 1 | 0 | 11 | 3  | +8 |
| 1.   | Uruguay  | 10 | 4 | 3 | 1 | 0 | 9  | 4  | +5 |
| 3.   | Bolivia  | 3  | 4 | 1 | 0 | 3 | 6  | 9  | -3 |
| 3.   | Paraguay | 3  | 4 | 1 | 0 | 3 | 8  | 12 | -4 |
| 3.   | Perù     | 3  | 4 | 1 | 0 | 3 | 7  | 13 | -6 |

#### Risultati
| Arbitro: | Ruiz |

|                                                        |           |             |
| Juninho Paulista 41’ Sávio 79’ (rig.), 84’ Jamelli 89’ | Marcatori | 24’ Ferrari |

| Arbitro: | Gamboa |

|                          |           |  |
| Abeijón ?’ Magallanes ?’ | Marcatori |  |

| Arbitro: | Castrilli |

|                                |           |             |
| Souza ?’, ?’ Roberto Carlos ?’ | Marcatori | ?’ Ferreira |

| Arbitro: | Guevara |

|                                              |           |                          |
| Dos Santos ?’ Correa ?’ Adinolfi ?’ Lemos ?’ | Marcatori | ?’ Guadalupe ?’ Espinoza |

| Arbitro: | Borgosano |

|                     |           |            |
| Caio ?’, ?’, ?’, ?’ | Marcatori | ?’ Coimbra |

| Arbitro: | Ruscio |

|                                        |           |                     |
| Villalba ?’, ?’ Ferreira ?’ Esteche ?’ | Marcatori | ?’ Ramírez ?’ Sáenz |

| Arbitro: | Castrilli |

|                   |           |            |
| Solano ?’ Lazo ?’ | Marcatori | ?’ Coimbra |

| Arbitro: | Gamboa |

|                                   |           |                       |
| Dos Santos ?’ Adinolfi ?’ Sosa ?’ | Marcatori | ?’ Ávalos ?’ Espínola |

| Arbitro: | Ruscio |

|                                 |           |             |
| Coimbra ?’, ?’, ?’ Gutiérrez ?’ | Marcatori | ?’ Espínola |

| Tandil 27 febbraio 1996 | Brasile | 0 – 0 referto | Uruguay | Estadio Municipal General San Martín\| Arbitro: \| Ruiz \| |
| Arbitro:                | Ruiz    |               |         |                                                            |

### Gruppo B

#### Classifica
| Pos. | Squadra   | Pt | G | V | N | P | GF | GS | DR  |
| ---- | --------- | -- | - | - | - | - | -- | -- | --- |
| 1.   | Argentina | 12 | 4 | 4 | 0 | 0 | 15 | 1  | +14 |
| 2.   | Venezuela | 7  | 4 | 2 | 1 | 1 | 6  | 5  | +1  |
| 3.   | Cile      | 5  | 4 | 1 | 2 | 1 | 8  | 5  | +3  |
| 4.   | Colombia  | 2  | 3 | 0 | 2 | 2 | 6  | 11 | -5  |
| 5.   | Ecuador   | 1  | 3 | 0 | 1 | 3 | 5  | 18 | -13 |

#### Risultati
| Arbitro: | González |

|                                                               |           |  |
| M. Delgado 14’, 41’ H. Morales 26’, 55’ Ortega 49’ Crespo 60’ | Marcatori |  |

| Arbitro: | Peña |

|             |           |  |
| Valiente ?’ | Marcatori |  |

| Mar del Plata 20 febbraio 1996                           | Argentina | 2 – 1 referto | Cile | Estadio José María Minella |
| \| \| \| \| \| M. Delgado ?’, ?’ \| Marcatori \| ?’ ? \| |           |               |      |                            |
|                                                          |           |               |      |                            |
| M. Delgado ?’, ?’                                        | Marcatori | ?’ ?          |      |                            |

| Mar del Plata 20 febbraio 1996                                                                             | Colombia  | 3 – 3 referto                        | Ecuador | Estadio José María Minella |
| \| \| \| \| \| Dinas 11’ Mackenzie 44’, 72’ (rig.) \| Marcatori \| 22’ Delgado 43’ Hurtado 90+’ Escobar \| |           |                                      |         |                            |
| |           |                                      |         |                            |
| Dinas 11’ Mackenzie 44’, 72’ (rig.)                                                                        | Marcatori | 22’ Delgado 43’ Hurtado 90+’ Escobar |         |                            |

| Arbitro: | Peña |

|                              |           |  |
| Salas ?’, ?’, ?’ Galdames ?’ | Marcatori |  |

| Arbitro: | Arana |

|                               |           |  |
| M. Delgado ?’, ?’ C. López ?’ | Marcatori |  |

| Arbitro: | Arana |

|                            |           |                                      |
| Ávila ?’ Rojas ?’ Salas ?’ | Marcatori | ?’ J. González ?’ Mackenzie ?’ Ángel |

| Arbitro: | González |

|                                   |           |                     |
| Castellín ?’, ?’, ?’ Morán ?’, ?’ | Marcatori | ?’ Escobar ?’ Yáñez |

| Mar del Plata 26 febbraio 1996 | Cile    | 0 – 0 referto | Venezuela | Estadio José María Minella\| Arbitro: \| Da Rosa \| |
| Arbitro:                       | Da Rosa |               |           |                                                     |

| Arbitro: | Pereira da Silva |

|                                  |           |  |
| Crespo ?’, ?’, ?’ K. González ?’ | Marcatori |  |

## Fase finale

### Classifica
| Pos. | Squadra   | Pt | G | V | N | P | GF | GS | DR |
| ---- | --------- | -- | - | - | - | - | -- | -- | -- |
| 1.   | Brasile   | 7  | 3 | 2 | 1 | 0 | 10 | 3  | +7 |
| 2.   | Argentina | 7  | 3 | 2 | 1 | 0 | 6  | 2  | +4 |
| 2.   | Uruguay   | 3  | 3 | 1 | 0 | 2 | 4  | 6  | -2 |
| 4.   | Venezuela | 0  | 3 | 0 | 0 | 3 | 1  | 10 | -9 |

### Risultati
| Arbitro: | Guevara |

|                                               |           |  |
| Caio ?’ Zé Maria ?’ Sávio ?’, ?’ Conceição ?’ | Marcatori |  |

| Arbitro: | Peña |

|                        |           |  |
| M. Delgado ?’ López ?’ | Marcatori |  |

| Arbitro: | González |

|                                 |           |              |
| Beto ?’ Juninho Paulista ?’, ?’ | Marcatori | ?’ Fleurquín |

| Arbitro: | Gamboa |

|                    |           |  |
| Crespo ?’ C. López | Marcatori |  |

| Mar del Plata 6 marzo 1996 | Uruguay | 3 – 1 | Venezuela | Estadio José María Minella |

| Arbitro: | Ruiz |

|                        |           |                  |
| Delgado ?’ C. López ?’ | Marcatori | ?’ Sávio ?’ Beto |

## Classifica marcatori
| Gol |  |  | Giocatore         | Squadra   |
| --- |  |  | ----------------- | --------- |
| 8   |  |  | Marcelo Delgado   | Argentina |
| 5   |  |  | Milton Coimbra    | Bolivia   |
| 5   |  |  | Hernán Crespo     | Argentina |
| 5   |  |  | Caio              | Brasile   |
| 5   |  |  | Sávio             | Brasile   |
| 4   |  |  | Marcelo Salas     | Cile      |
| 3   |  |  | Osvaldo Mackenzie | Colombia  |
| 3   |  |  | Juninho Paulista  | Brasile   |
| 3   |  |  | Hebert Dos Santos | Uruguay   |
| 3   |  |  | Claudio López     | Argentina |